# カディスの戦い
カディスの戦い（カディスのたたかい、Battle of Cádiz）は、スペイン継承戦争における戦闘の一つである。1702年8月23日から9月30日にかけて、スペイン・カディスでイングランド・オランダ連合艦隊とスペイン軍が衝突した。
イングランドは戦略をスペイン領ネーデルラントに陸軍を派遣してフランス軍を撃破する方針を採る一方、フランス・スペイン海軍とスペインの海外領土を揺さぶり、ヨーロッパにおけるイングランド・オランダの制海権確保のため地中海に橋頭堡を築くための海軍派遣も決めていた。この作戦に選ばれたのは海軍元帥ジョージ・ルークとオーモンド公ジェームズ・バトラーで、オーモンド率いる陸軍を乗せたイングランド･オランダ連合艦隊は7月末に出航して8月23日にカディス沖に到着、ルークは偵察部隊をカディスに送り作戦会議を開いた。
しかし、ルークは偵察帰還後も作戦会議を開き方針は二転三転、カディスへ降伏勧告し拒絶されるとまた会議を招集して上陸作戦を採用し、オーモンドの陸軍はカディス北方のロタと北東のエル・プエルト・デ・サンタ・マリアを落とし、沿岸都市を制圧しながらカディスへ接近したが、エル・プエルト・デ・サンタ・マリアでは兵士の略奪が発生、スペイン軍が陸海双方で連合軍の進路を封鎖したため連合軍は手詰まりとなり、9月26日に陸軍が艦隊へ戻り30日に連合艦隊は撤退した。
ルークとオーモンドは優柔不断と略奪放置で評判を落とし、作戦失敗でイングランドへの帰路を辿った。しかし、帰還途中に偶然フランス・スペイン艦隊がスペイン北西部に寄港したとの知らせを受けて襲撃、ビーゴ湾の海戦で勝利したため名誉挽回を果たし、手柄によりオーモンドはアイルランド総督、ルークは枢密院議員となった。